# Spoorlijn Bovenkerk - Uithoorn
Spoorlijn Bovenkerk – Uithoorn was een spoorlijn van Bovenkerk naar Uithoorn en was een onderdeel van de Haarlemmermeerspoorlijnen, aangelegd door de HESM (Hollandsche Electrische-Spoorweg-Maatschappij).

## Geschiedenis
De spoorlijn werd geopend op 1 mei 1915 en gesloten voor het reizigersvervoer op 3 september 1950. Na 1950 bleef de lijn nog in gebruik voor goederenverkeer, nu met diesellocomotieven, tot 28 mei 1972.
Het traject Uithoorn – Bovenkerk – Amsterdam Jollenpad bleef tot 1978 gehandhaafd als verbinding voor de in aanleg zijnde Schiphollijn en daarna tot 1981 als aanvoerlijn voor materieel voor de toen nog geïsoleerd liggende Schiphollijn.

### Museumtram
Het station Bovenkerk is sinds 1997 het zuidelijke eindpunt van de Electrische Museumtramlijn Amsterdam. Ten zuiden hiervan wordt nog een klein stukje van de lijn Bovenkerk – Uithoorn sinds 1997 gebruikt als deel van de keerdriehoek voor de trams. De rest van de spoorlijn werd in 1987 opgebroken.

### Herbouw als trambaan
Op een deel van het tracé tussen de voormalige stations Bovenkerk en Legmeerpolder werd de nieuwe baan van de Amstelveenlijn / sneltramlijn 51 aangelegd door de inmiddels verrezen Amstelveense Westwijk. Dit lijngedeelte, met de halte Sacharovlaan en de eindhalte Westwijk werd geopend op 13 september 2004.
Waar de spoorlijn niet in gebruik genomen is als tramlijn, is ten noorden van de halte Sacharovlaan en achter het Canon-gebouw een deel nog zichtbaar in het landschap aanwezig als baanlichaam.
Het vervolg van de baan tot bij het oude Station Uithoorn is tussen 2019 en 2023 heraangelegd als trambaan als onderdeel van de Uithoornlijn, die rijdt onder de naam Amsteltram. Ten zuiden van de J.C. Hattumweg is in 2019-2020 in de Legmeerpolder een opstelterrein aangelegd voor het materieel van deze Amsteltram.
Op 21 juli 2024 werd de lijn geopend voor reizigersvervoer als tramlijn 25, 74 jaar na de sluiting in 1950.
Over het traject tussen de haltes Zijdelweg en Uithoorn Centrum is eerder al een busbaan aangelegd, er ligt nu een gecombineerde tram/busbaan en vervolgens een busbaan richting Mijdrecht over het oude tracé naar Nieuwersluis-Loenen.

### Stations en woningen
- Station Bovenkerk: Noordammerlaan 36.
- Wachtpost 37: Vierlingsbeeklaan 14 in Bovenkerk.
- Wachtpost 38: J.C. van Hattumweg 4 aan de rand van Amstelveen Westwijk.
- Station Uithoorn: Stationsstraat 41.

### Afbeeldingen

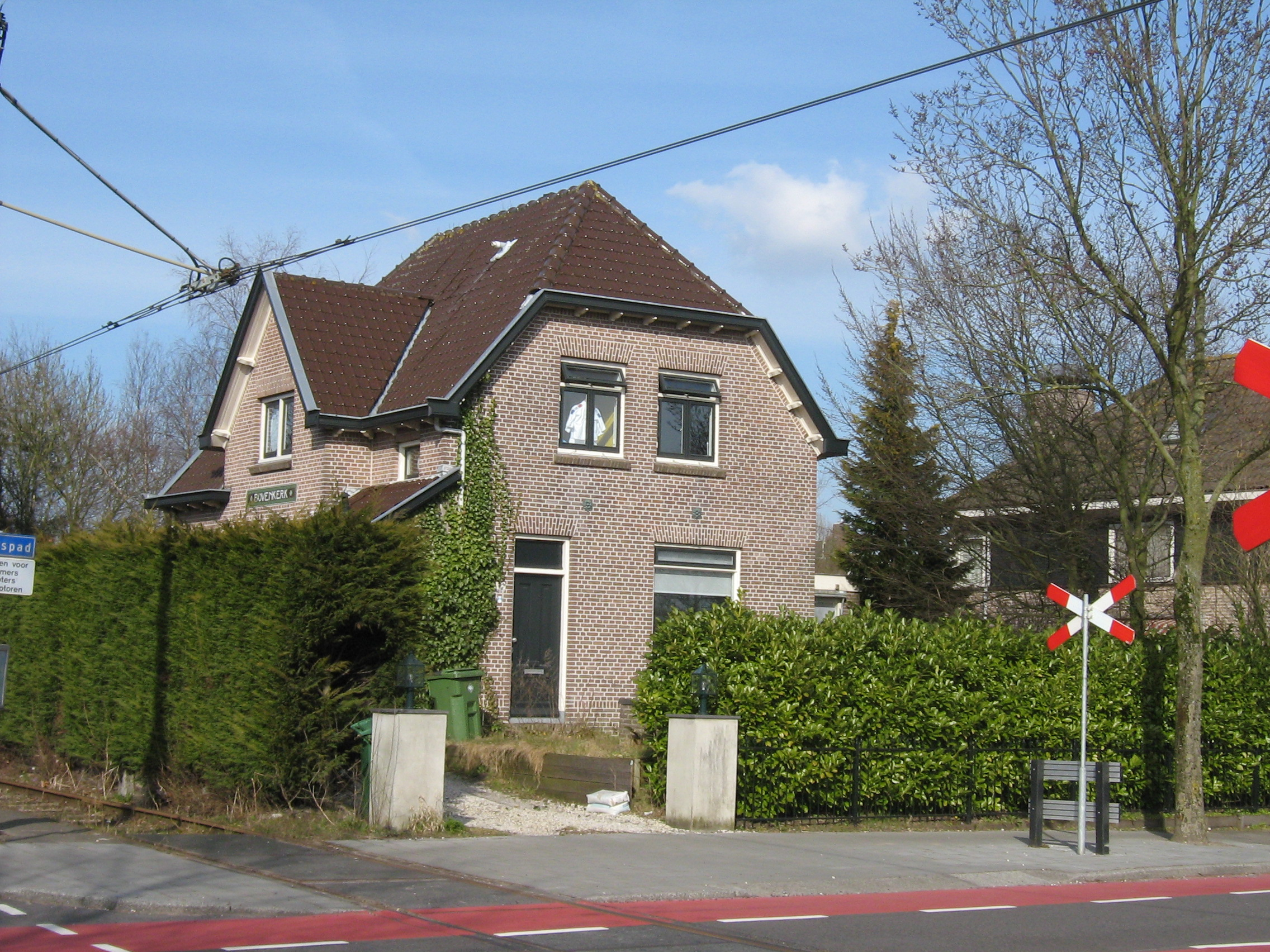
Halte Bovenkerk; 2013.
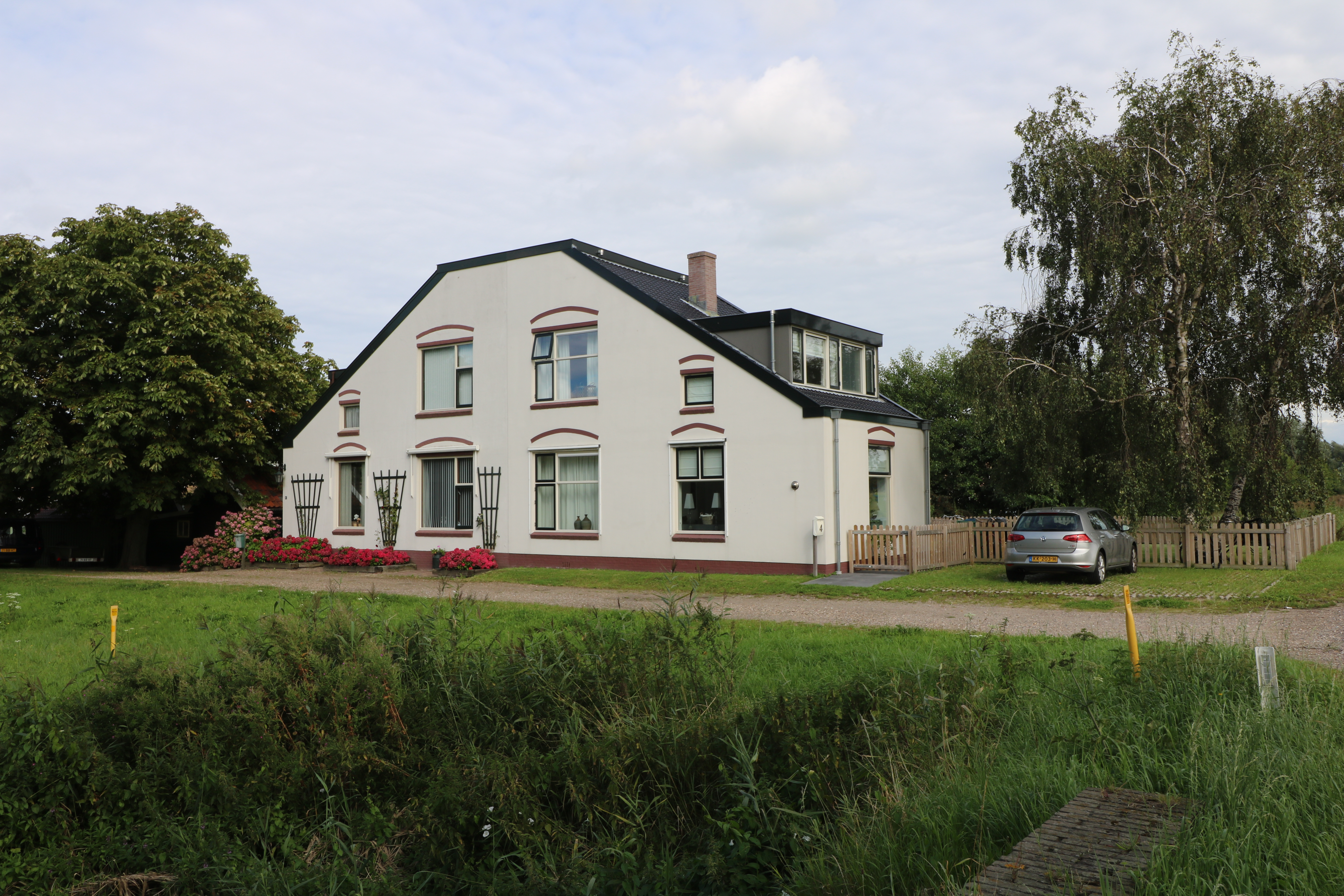
Wachtpost 38A en 38B; 2007.
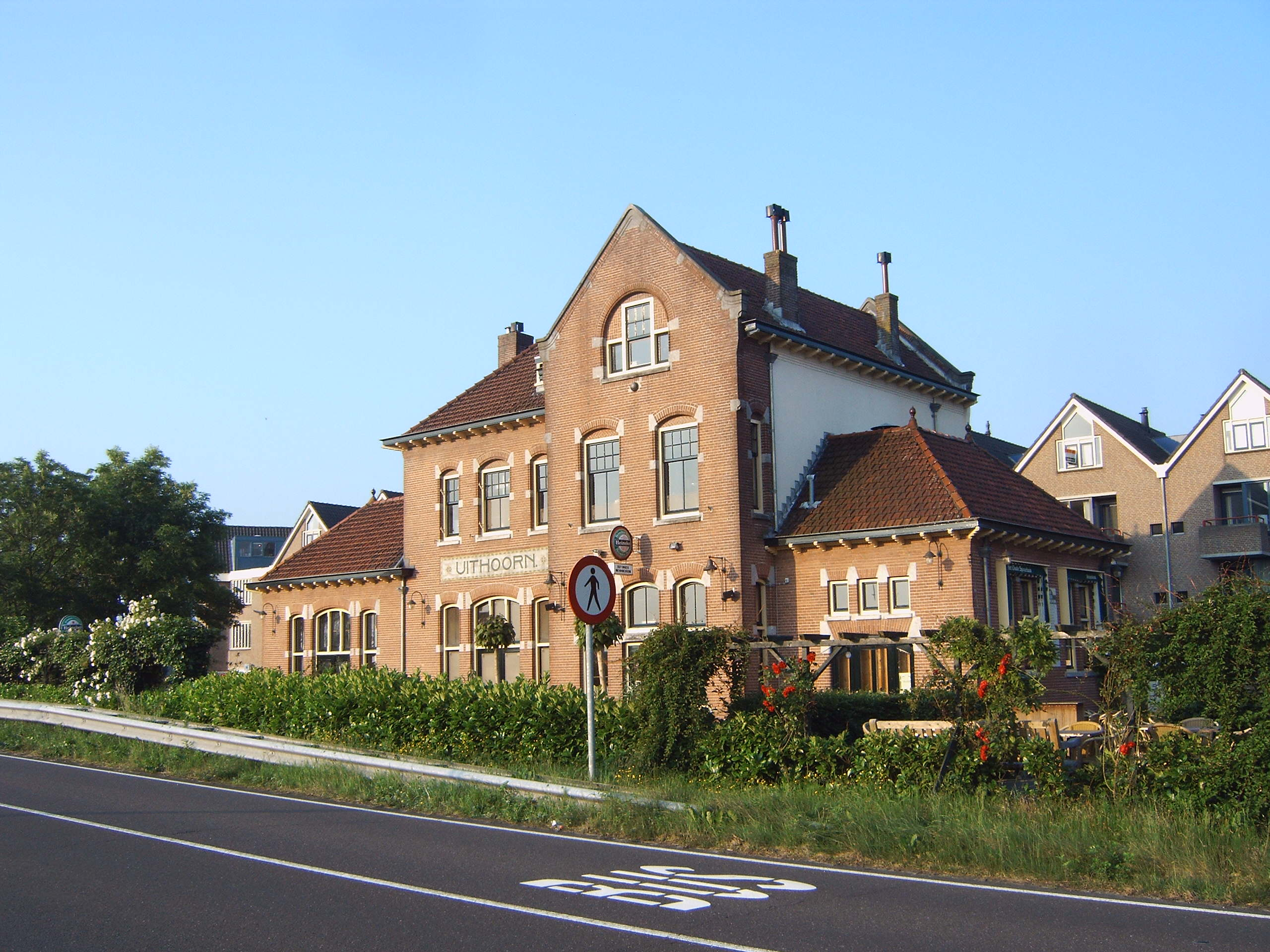
Station Uithoorn; 2007.
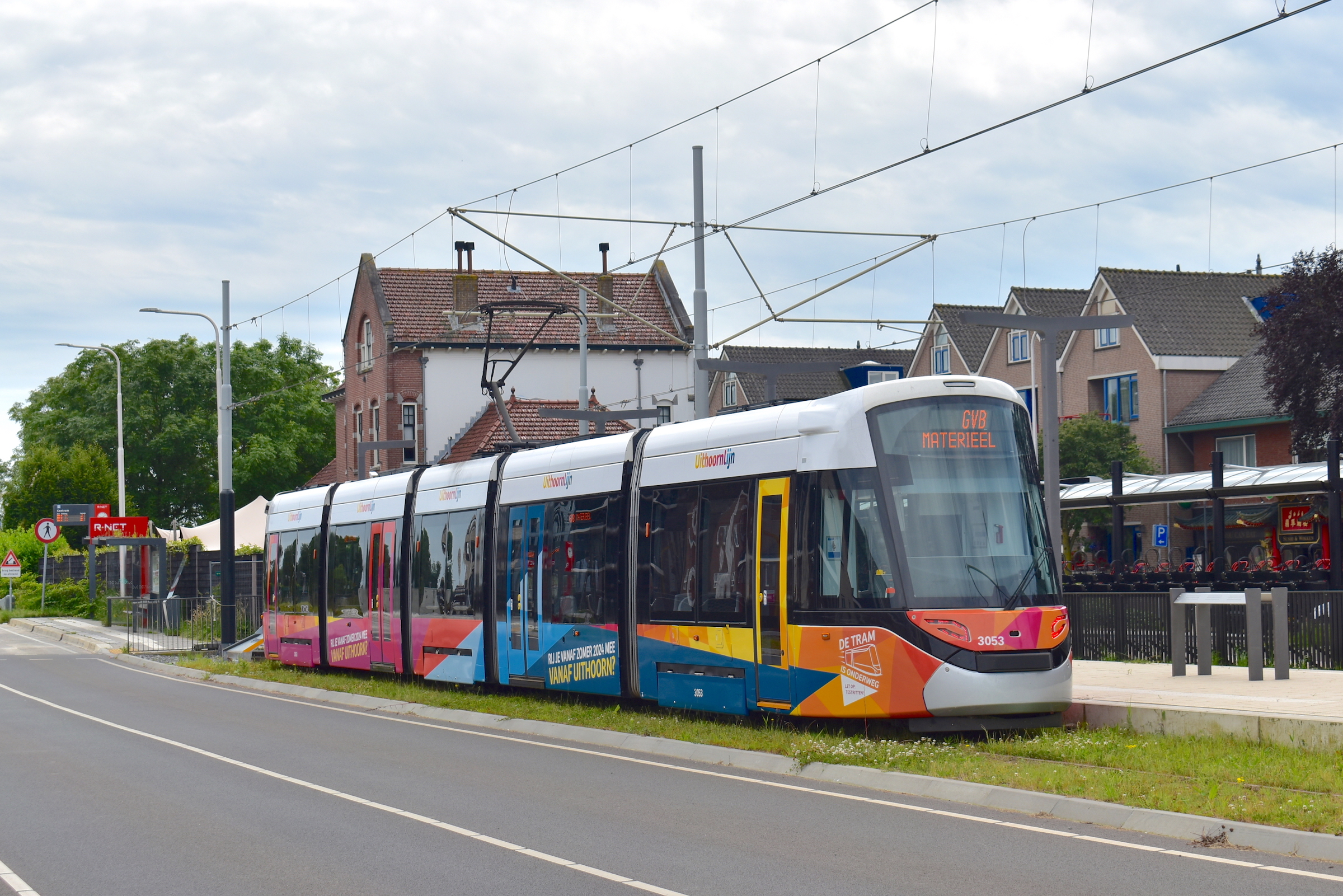
GVB 3063 in uitvoering 'Uithoornlijn' bij het eindpunt te Uithoorn. Op de achtergrond het oude Station Uithoorn; 20 juni 2024.
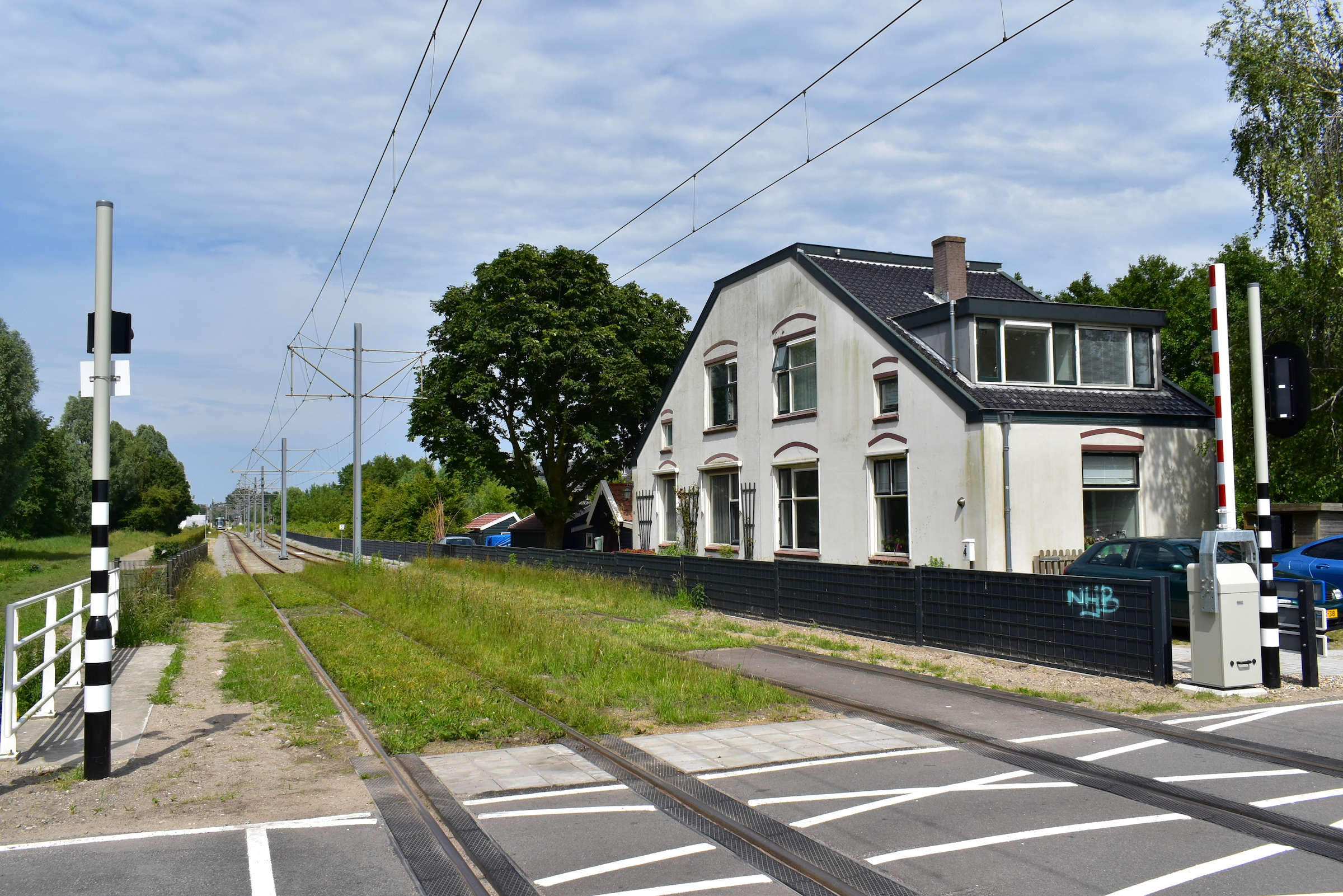
Baanwachterswoning 38A en 38B, J.C. van Hattumweg 4, langs de Amsteltram; een herinnering aan de vroegere spoorlijn Amsterdam – Uithoorn; 20 juni 2024.